# Jean-Paul van Poppel

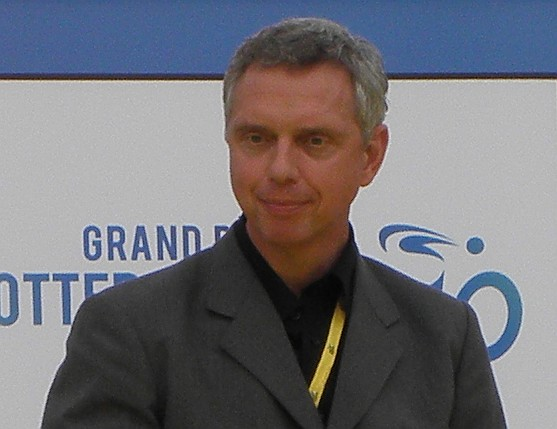
Jean-Paul van Poppel 2010

Jean-Paul van Poppel (* 30. September 1962 in Tilburg) ist ein ehemaliger niederländischer Radrennfahrer und heutiger Sportlicher Leiter.

## Radsportkarriere
Jean-Paul van Poppel war Profi-Rennfahrer von 1985 bis 1995. In dieser Zeit gelangen ihm zahlreiche Etappensiege bei den großen Rundfahrten; allein bei der Tour de France gewann er neun Etappen. Bei der Tour 1988 siegte er bei vier Etappen, die höchste Zahl an Etappensiegen bei einer Tour, die je einem Niederländer gelang. Bei der Tour 1987 errang er das Grüne Trikot. 1987 gewann er die Ronde van Midden-Zeeland und 1992 die Acht van Chaam.

## Berufliches
Nach dem Ende seiner aktiven Karriere arbeitete van Poppel als Sportlicher Leiter im Frauenradsport und er war bis Ende 2010 Sportlicher Leiter des Cervelo Test Teams. Vom Nederlands Olympisch Comité wurde er mit dem Olympic Coach Award ausgezeichnet.

## Familie
Van Poppel ist verheiratet mit der Rennfahrerin Mirjam Melchers. Seine Söhne aus erster Ehe mit der Olympiateilnehmerin von 1984 Leontien van der Lienden, Boy und Danny van Poppel, sind ebenfalls Radrennfahrer.